# گتوهای یهودی در لهستان تحت اشغال آلمان نازی

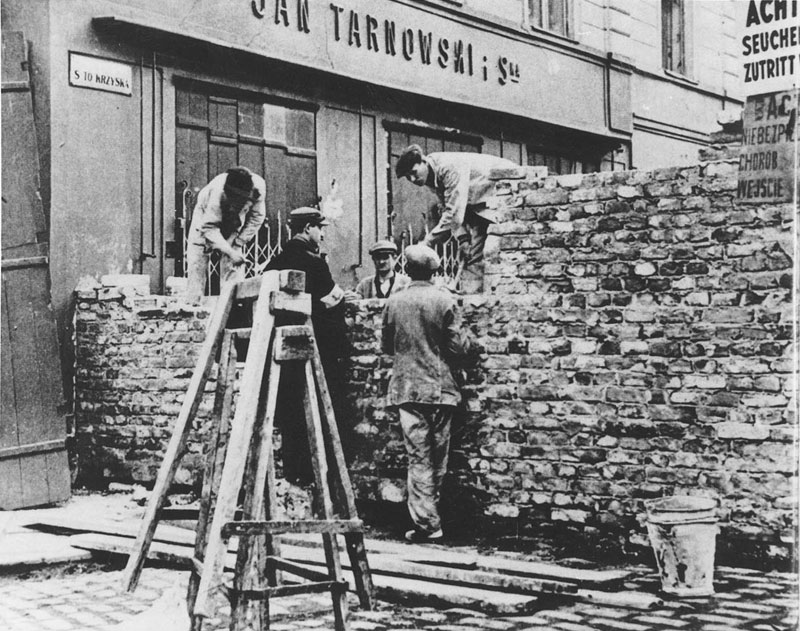
ساختن دیواری در گتو ورشو در ۱۹۴۰ برای بستن ورودی گتو.

آلمان نازی در صدها نقطه لهستان اشغالی اقدام به برپا ساختن گتوهایی برای اسکان و محاصره یهودیان پس از اشغال آن کشور کرد. بیشتر این گتوها میان اکتبر ۱۹۳۹ تا ژوئیه ۱۹۴۲ بر قرار شدند تا جمعیت یهودی لهستان را که نزدیک به ۳٫۵ میلیون تن بود مورد آزار و بهره‌کشی اقتصادی قرار دهند. در شهرهای کوچکتر، گتوها اغلب به عنوان مکانی آغازین برای به کار اجباری کشیدن و سپس اخراج انبوه یهودیان بود، اما در شهرهای بزرگتر این گتوها با دیوارهای بلند و سیم خاردار محافظت می‌شدند به گونه ای که به گفته تاریخ‌دانان چیزی بیش از ابزارهایی برای «کشتار آهسته و بی‌دردسر» نبودند در حالی که اجساد مردگان اغلب خیابان‌های گتو را پر می‌کردند.
در بیشتر مواقع، گتوهای بزرگتر بخشی از مناطق مورد سکونت سنتی یهودیان آن شهر نبودند، بلکه با دستور نیروهای آلمانی جماعت لهستانی غیریهودی آن محلات از خانه‌های خود بیرون شده و باید به دیگر مناطق کوچ می‌کردند. جمعیت‌های کوچکتر یهودیان لهستانی (کمتر از ۵۰۰ نفر) همگی کمی پس از اشغال لهستان نابود شدند.